# 陈扬勇
陈扬勇（1963年12月—），男，汉族，江西永新人，中华人民共和国政治人物，曾任中共中央文献研究室副主任，中共中央党史和文献研究院副院长，2023年10月任《求是》杂志社社长。